# Mocktail
Ne doit pas être confondu avec Cocktail.

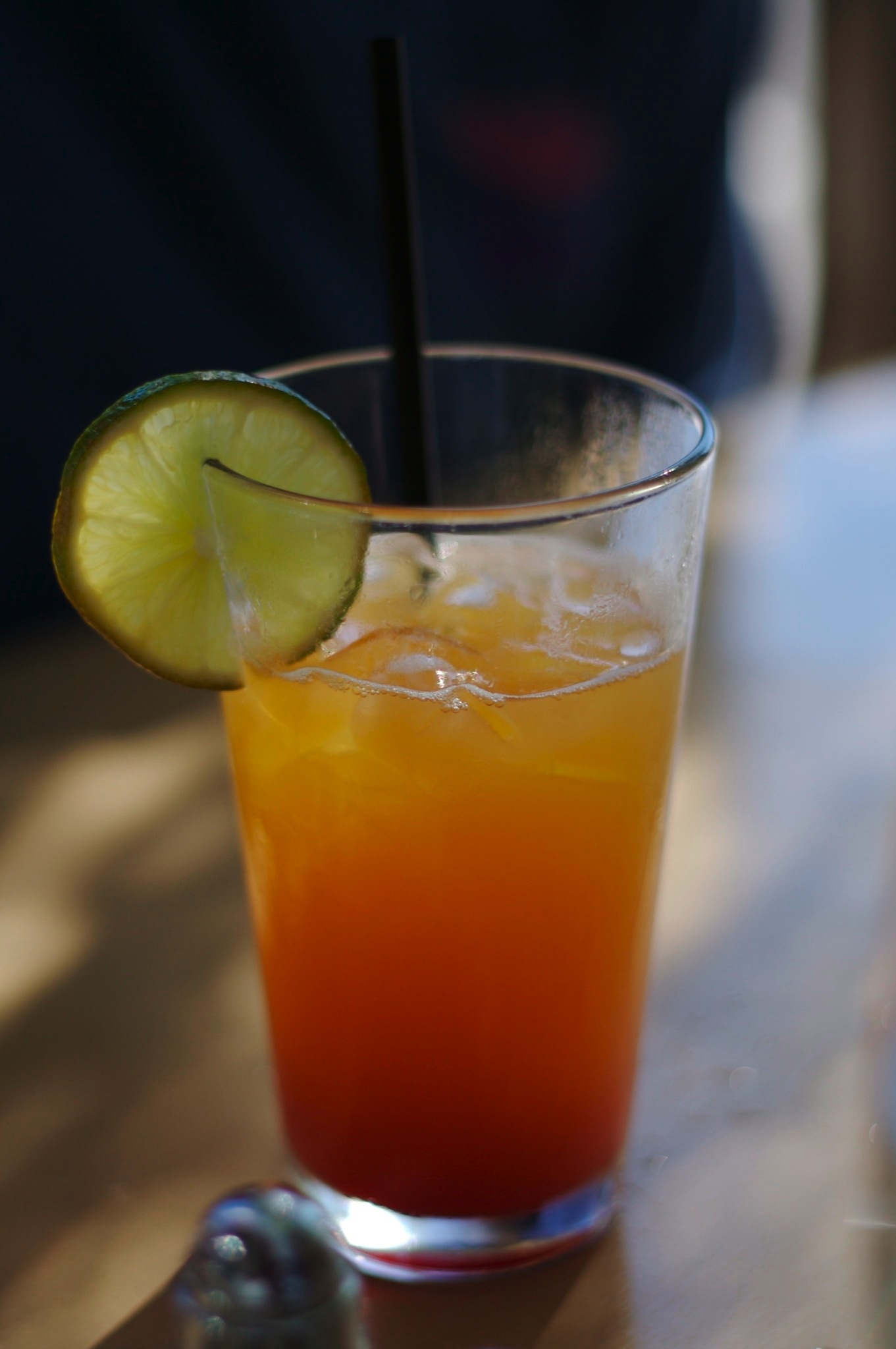
Mocktail Shirley Temple à base de 7-Up et de jus d'orange.

Un mocktail ou spirit free est un mélange de boissons sans alcool, reprenant bien souvent les ingrédients d'un cocktail tout en remplaçant l'alcool par un jus de fruits. 
Ce genre d'alternatives à l'alcool se développe de plus en plus, et est directement lié à la décroissance de la consommation d'alcool, notamment chez les jeunes générations.

## Étymologie
C'est un mot-valise formé des termes anglais « mock » qui signifie « imiter » et de cocktail, littéralement imitation d'un cocktail.